# Alfio Ponzi
Alfio Ponzi (João Pessoa, 9 de agosto de 1914 — Rio de Janeiro, 2 de outubro de 1985) foi um jurista, jornalista, escritor e professor de direito civil da Universidade Federal de Pernambuco. 
Em 1964 recebeu a Medalha do Mérito Santos-Dumont pelos serviços prestados à aeronáutica e à aviação civil nacional, e passou a se destacar na Sociedade Brasileira de Direito Aeronáutico e do Espaço.

## Livros publicados
- Presença Italiana na Paraíba (Editora Achiamé – 1989)[3]
- De Binóculo na Varanda (Ed. A União, Paraíba – 1986)
- Um Caso de Inadimplemento Contratual (Ed. Imprensa Diário da Manhã, 1952)